# Ditassa foldatsii
Ditassa foldatsii är en oleanderväxtart som beskrevs av G. Morillo. Ditassa foldatsii ingår i släktet Ditassa och familjen oleanderväxter. Inga underarter finns listade i Catalogue of Life.